# Opel Kadett D
La Kadett D è la quarta generazione della Kadett (tolta la vecchia generazione degli anni trenta) ed è un'autovettura di fascia medio-bassa prodotta dal 1979 al 1984 dalla casa automobilistica tedesca Opel.

## Profilo e storia

### Genesi ed esordio
A metà degli anni settanta si assistette a una doppia rivoluzione: in primo luogo, sempre più vetture stavano adottando la trazione anteriore, una soluzione che, specialmente se abbinata alla disposizione trasversale del motore, consentiva di dedicare maggior spazio all'abitacolo e quindi di ottenere migliori livelli di abitabilità; in secondo luogo, un'altra tendenza dei costruttori era quella di convertire molte vetture, specialmente quelle di segmento C, a una nuova configurazione a due volumi con portellone, una configurazione che consentiva una maggior praticità unità all'ottenimento di un bagagliaio più ampio e più facilmente accessibile. In quel periodo furono molti i costruttori che si uniformarono (o che si stavano per uniformare) a queste nuove tendenze applicandole ai loro nuovi modelli di fascia medio-bassa: già nel 1968 la SIMCA inaugurò questa tendenza con la sua 1100, modello di successo che avrebbe aperto la strada a questo nuovo modo di intendere l'automobile. Nel 1974 la Volkswagen trovò finalmente la quadratura del cerchio nella ricerca di un erede per il suo Maggiolino e lanciò la prima generazione della Golf, che da subito riscosse un enorme successo. La Renault stava per lanciare la sua R14, che di successo ne ottenne meno, ma non di certo per sua colpa. In Italia la Fiat era già in piena fase di sviluppo della sua Ritmo, destinata ad affiancare e in seguito a sostituire il best seller 128. E in più la stessa SIMCA stava per lanciare la Horizon, che verrà però commercializzata come Chrysler prima e come Talbot dopo. Tutte vetture a trazione anteriore e con portellone, le quali, chi più chi meno, seppero inserirsi in un mercato in fase di evoluzione.
Tutto ciò non poté passare inosservato agli occhi dei dirigenti Opel, che già nel 1974 (pochi mesi dopo il lancio della Kadett C) avviarono il progetto 2040, destinato alla nuova generazione della Kadett, ma che comunque, per precauzione, presero a tastare il mercato nel 1975 con il lancio della Opel Kadett City, basata sulla Kadett C ma più compatta a causa dell'eliminazione del terzo volume in favore di un pratico portellone. I dati di vendita, seppur non eccezionali (poco più di 260.000 esemplari in quattro anni), convinsero i vertici Opel e GM a continuare su quella strada. Per questo il progetto 2040 nacque e si sviluppò proprio sui punti cardine relativi a trazione anteriore e carrozzeria hatchback con portellone. Durante la seconda metà degli anni settanta i prototipi allestiti percorsero circa 1,5 milioni di chilometri per i test sulla meccanica. L'investimento stanziato per questo progetto fu di ben 500 milioni di marchi, ma alla fine il progetto prese forma e nell'agosto del 1979 venne svelata la nuova Kadett D. Fu il Salone di Francoforte a salutare l'arrivo della nuova vettura di casa Opel.

#### Design esterno e interno
Come già la sua antenata, anche la Kadett D venne proposta fin dall'esordio sia come berlina (in questo caso a due volumi), sia come giardinetta, ancora una volta denominata Caravan. Tralasciando momentaneamente quest'ultima, che già per sua stessa natura può essere considerata una "due volumi allungata", la vera rivoluzione sul piano del design stava effettivamente nella berlina, la cui nuova configurazione a due volumi andava a gettare un guanto di sfida alle hatchback di segmento C dell'epoca, prima fra tutte la Golf, che in quel 1979 aveva già cinque anni di successi dietro di sé e stava anche mietendo consensi con la sua variante sportiva GTI. Lo stile era ancora quello del decennio in corso, in cui si dava ampio risalto agli spigoli piuttosto che alle curve, sebbene questi stessi spigoli fossero meno accentuati rispetto a prima. I volumi erano sviluppati, molto meno esili di quelli del modello uscente, allo scopo di conferire alla vettura un look più deciso. Come già nella Kadett C, venne svolto un gran lavoro di affinamento aerodinamico alla galleria del vento, cosicché la Kadett D riuscì a contenere entro un valore di 0,39 la propria penetrazione aerodinamica. 

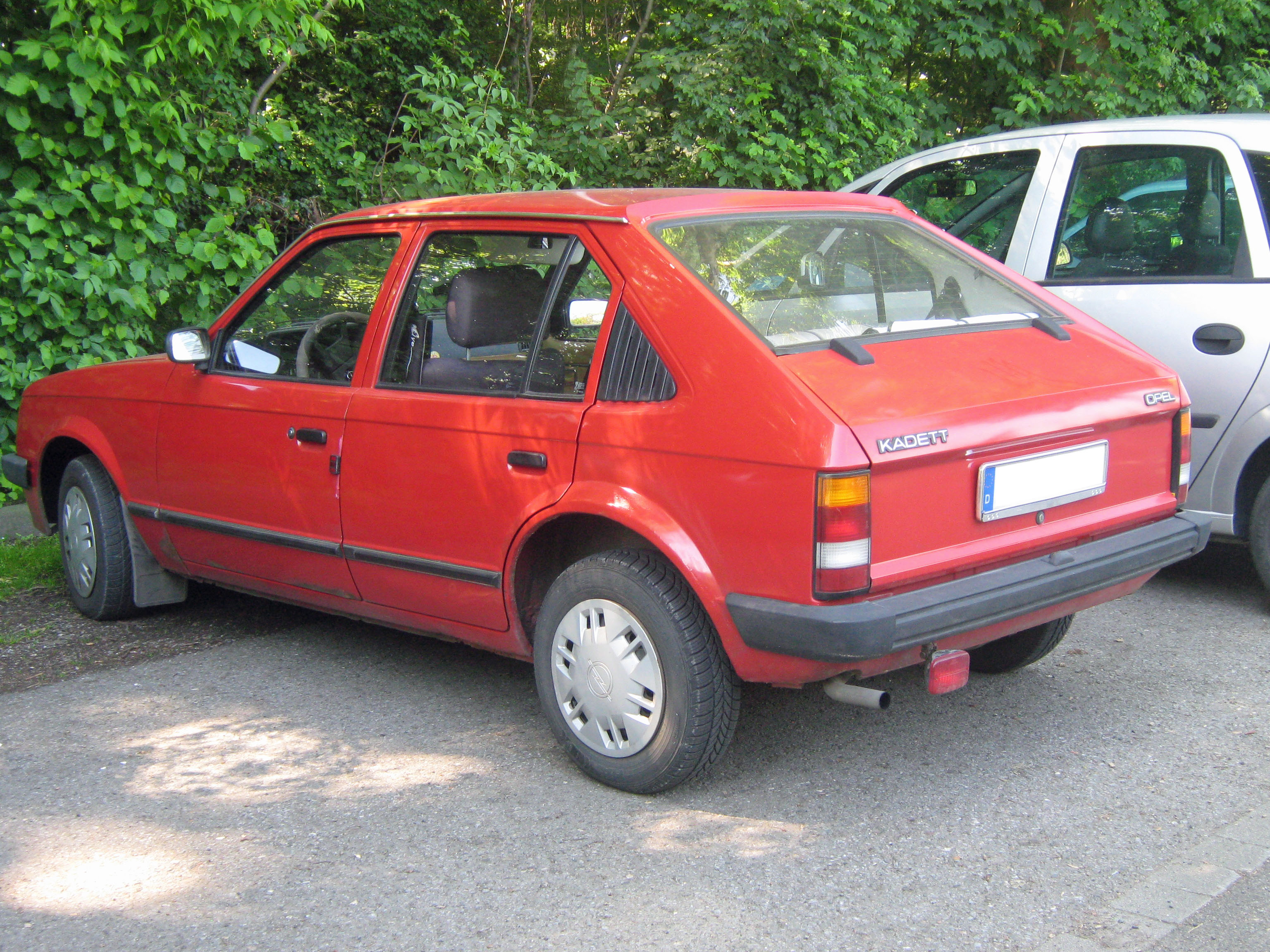
Vista posteriore di una Kadett D senza portellone bagagli (non previsto di serie), bensì con un piccolo sportello incernierato sotto il lunotto

Il frontale della Kadett D era inclinato leggermente all'indietro come in alcuni altri modelli della Casa tedesca ed era dominato da grandi fari trapezoidali, oppure tondi negli allestimenti di base, con una grande calandra nera, il tutto sottolineato da un paraurti interamente in plastica, per la prima volta in una Kadett. La vista laterale permetteva di scorgere la distribuzione fra i volumi e di avere una visione più completa dell'impostazione del corpo vettura. Le linee in generale molto semplici erano stavolta solcate lateralmente da una nervatura longitudinale che percorreva la fiancata fra la linea di cintura e le maniglie porta. I sottili montanti privilegiavano l'estensione delle superfici vetrate, ottimizzando così la luminosità interna e la visibilità in ogni direzione. Il montante posteriore, con la sua inclinazione, regalava un po' di grinta a un corpo vettura altrimenti troppo razionale e austero. La coda era caratterizzata da gruppi ottici a sviluppo verticale al di sotto del montante (l'era dei gruppi ottici sviluppati sul montante era ancora di là da venire), mentre il discorso sul portellone era un po' più complicato, nel senso che non era previsto di serie, ma era ottenibile a richiesta. Di serie era presente invece solo uno sportello che non agevolava certo chi aveva esigenze di caricare grossi oggetti. In pratica, quindi, la Kadett D con carrozzeria berlina, pur essendo sempre a due volumi, poteva essere anche a due o a quattro porte, anziché solo a tre o a cinque. Quanto detto vale appunto per la berlina, mentre diverso è il discorso a proposito della Caravan, la cui lunghezza di 21 cm superiore era tutta concentrata nella parte posteriore dove invece il portellone era presente sempre e soprattutto era verticale in modo da fornire un po' di volume interno in più. La razionalità, da sempre un punto fisso nella progettazione delle vetture Opel, trovava qui una delle sue massime espressioni. La Caravan era disponibile sia a tre sia a cinque porte: si ritornò così a una doppia configurazione per la giardinetta di Rüsselsheim, che nella precedente generazione non aveva previsto la variante a cinque porte.
La Kadett D in versione berlina era di ben 13 cm più corta rispetto alla Kadett berlina uscente (ma di 7 cm più corta rispetto alla compatta Kadett City), ma grazie alla sua nuova impostazione tecnica e al fatto di aver sacrificato la "coda" del precedente modello a favore di un bagagliaio più ampio, l'abitacolo era sensibilmente più spazioso, sicuramente più di quello della Golf, rispetto alla quale la Kadett prevaleva anche per la grande capacità del bagagliaio, che nella berlina era di 500 litri con il divano posteriore in posizione, ma che poteva semplicemente raddoppiare una volta che quest'ultimo veniva abbattuto. Ancora più notevole il discorso valido per la Caravan, nella quale la capacità con cappelliera e sedili in posizione era di appena 440 litri, quindi meno della berlina, ma che poteva salire fino a ben 1 425 litri.

#### Struttura, meccanica e motori

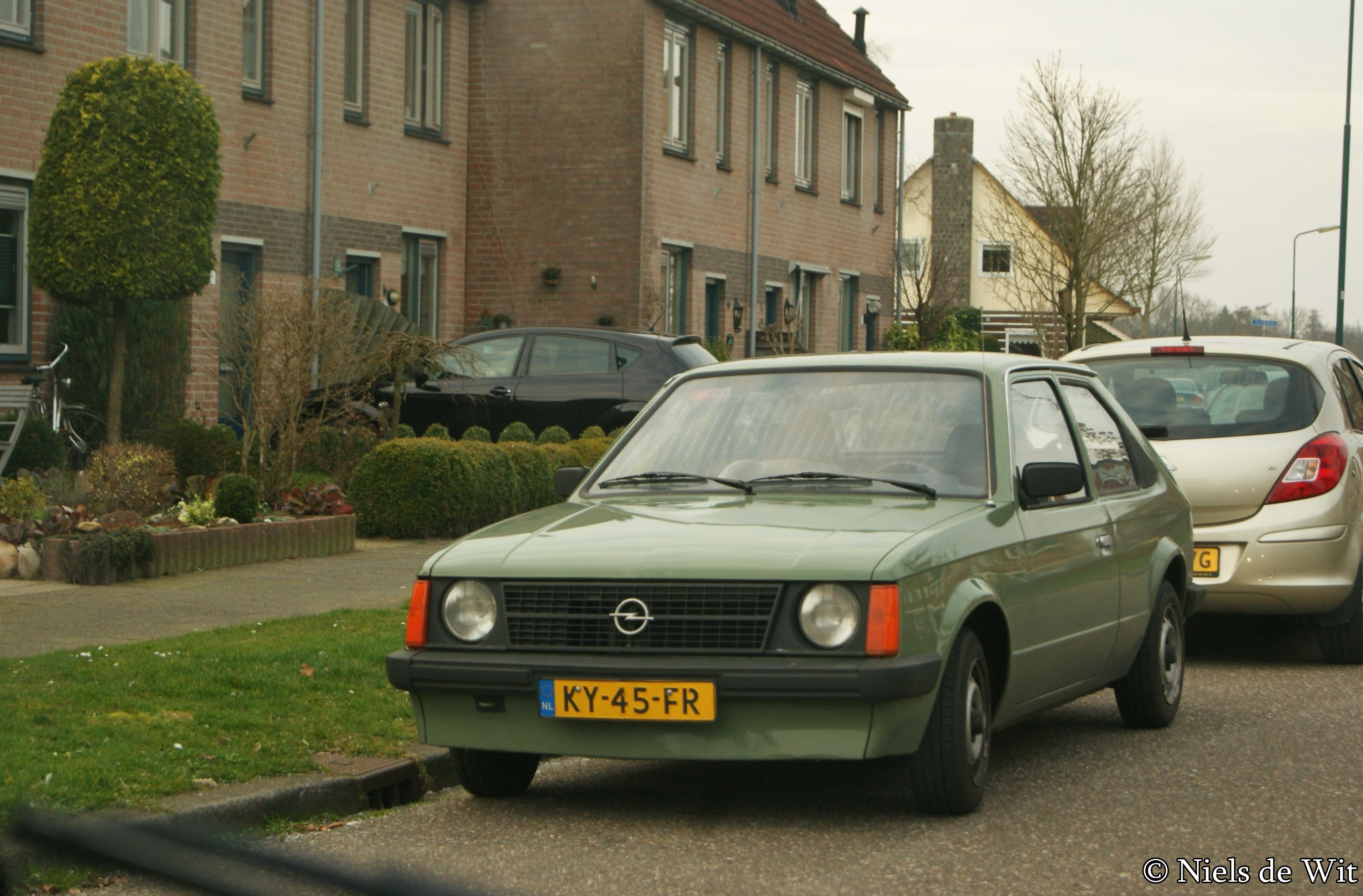
Una Kadett D di base, riconoscibile per il frontale a fari tondi

Come già detto più volte, con l'avvento della Kadett D venne rivoluzionata l'intera architettura meccanica, sempre con motore in posizione anteriore, ma trasversale anziché longitudinale e con trazione anteriore anziché posteriore. La quarta generazione della Kadett post-bellica cambia registro e diviene quindi una "tutto avanti", sfruttando un nuovo pianale che con opportuni aggiornamenti verrà utilizzato anche per la successiva (e ultima) generazione di Kadett e persino per le prime tre generazioni dell'Opel Astra, arrivando quindi fino ai primi anni del nuovo millennio.
Novità anche nel comparto sospensivo, dove il vecchio avantreno a quadrilateri lasciò il posto a un più semplice, economico e altrettanto affidabile schema MacPherson, mentre al retrotreno venne montato un assale torcente con bracci longitudinali, quindi la nuova Kadett sancì anche l'addio al vecchio e anacronistico assale rigido. Sia davanti sia dietro furono montate molle elicoidali e ammortizzatori idraulici telescopici. L'impianto frenante confermò la soluzione mista già presente nelle ultime Kadett C, con servofreno su tutta la gamma, mentre lo sterzo era a cremagliera. Le novità comunque non finivano con il discorso sulle sospensioni. Infatti al suo esordio la Kadett D era disponibile in una nuova gamma di motori monoalbero in testa a cui si affiancarono, non per tutti i mercati, due motori di base appartenenti alla vecchia famiglia di motori a valvole in testa e mutuati dalla vecchia Kadett C:
- 1.0 S: motorizzazione di base prevista per alcuni mercati esteri e corrispondente a una rivisitazione dell'unità da 993 cm3, che sulla Kadett D ricevette una testata in lega di alluminio. Tale motore erogava una potenza di 50 CV;
- 1.2: altro motore con distribuzione a valvole in testa, cilindrata di 1196 cm3 e potenza massima di 53 CV;
- 1.3: questo è uno dei nuovi motori monoalbero, che aveva una cilindrata di 1297 cm3 e una potenza massima di 60 CV;
- 1.3 S: variante simile alla precedente, ma con potenza massima portata a 75 CV.

Scelta obbligata per il cambio, disponibile unicamente di tipo manuale a 4 marce.

#### Allestimenti

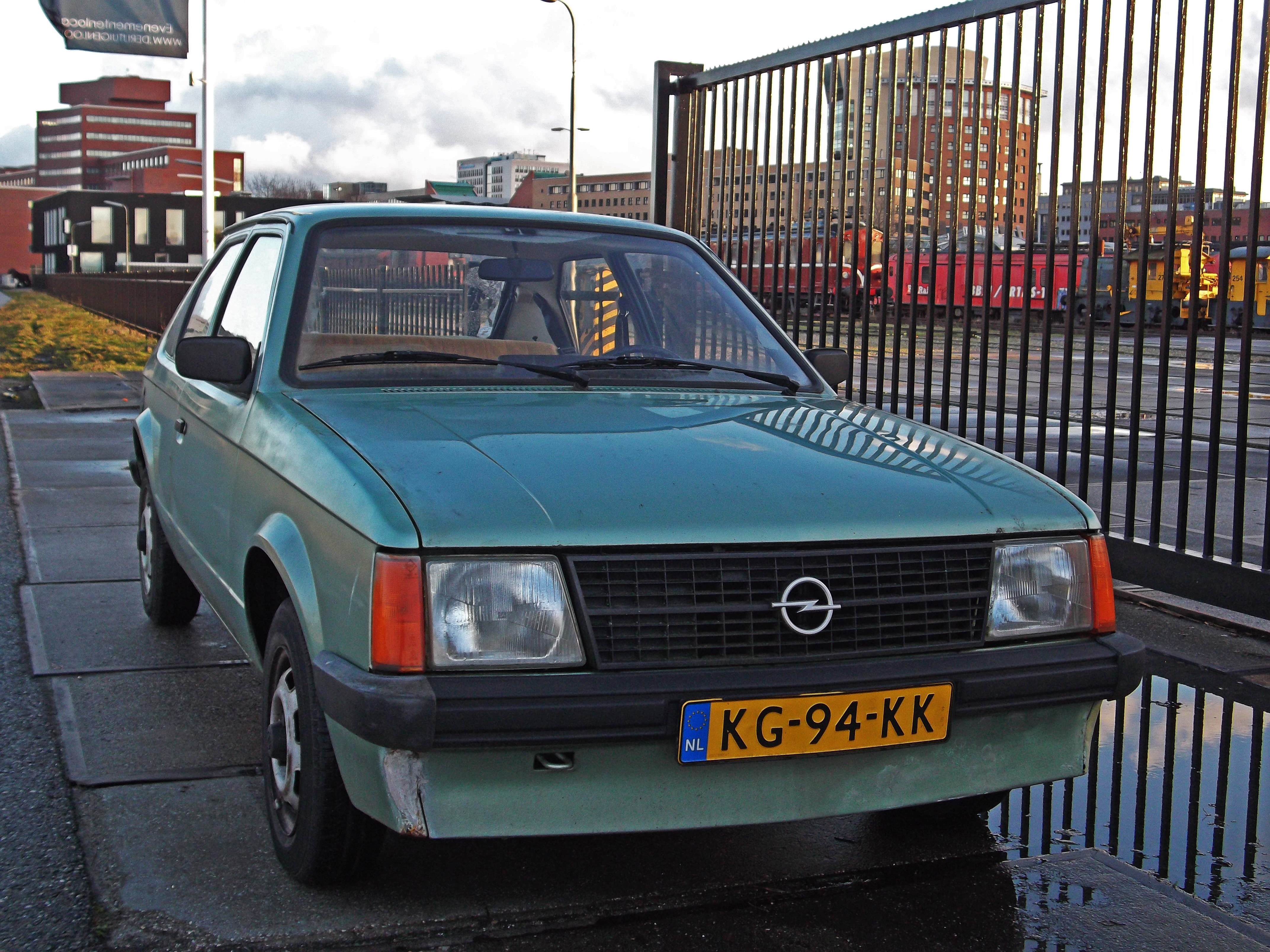

Gli allestimenti previsti per la Kadett D al suo esordio erano fondamentalmente i seguenti:
- base, spartano ed essenziale con dotazione ridotta all'osso;
- L (Lusso), livello intermedio denominato Special in alcuni mercati;
- Berlina, con dotazione ricca e completa, riconoscibile esternamente per la calandra con cornice cromata e per un baffo cromato che l'attraversa. Nell'abitacolo era presente un volante a quattro razze;
- SR, allestimento sportiveggiante riservato alla sola motorizzazione 1.3 da 60 CV, solo con carrozzeria a tre porte e comprendente cerchi in lega specifici, spoiler neri, scudi paraurti più avvolgenti e completamente neri, codolini passaruota e fascioni sottoporta neri, sedili Recaro e volante a tre razze. Nel 1982 fu proposta sul mercato italiano anche con motorizzazione 1.6 Diesel da 54 CV, commercializzata come 1.6 SRD Diesel.

### Evoluzione

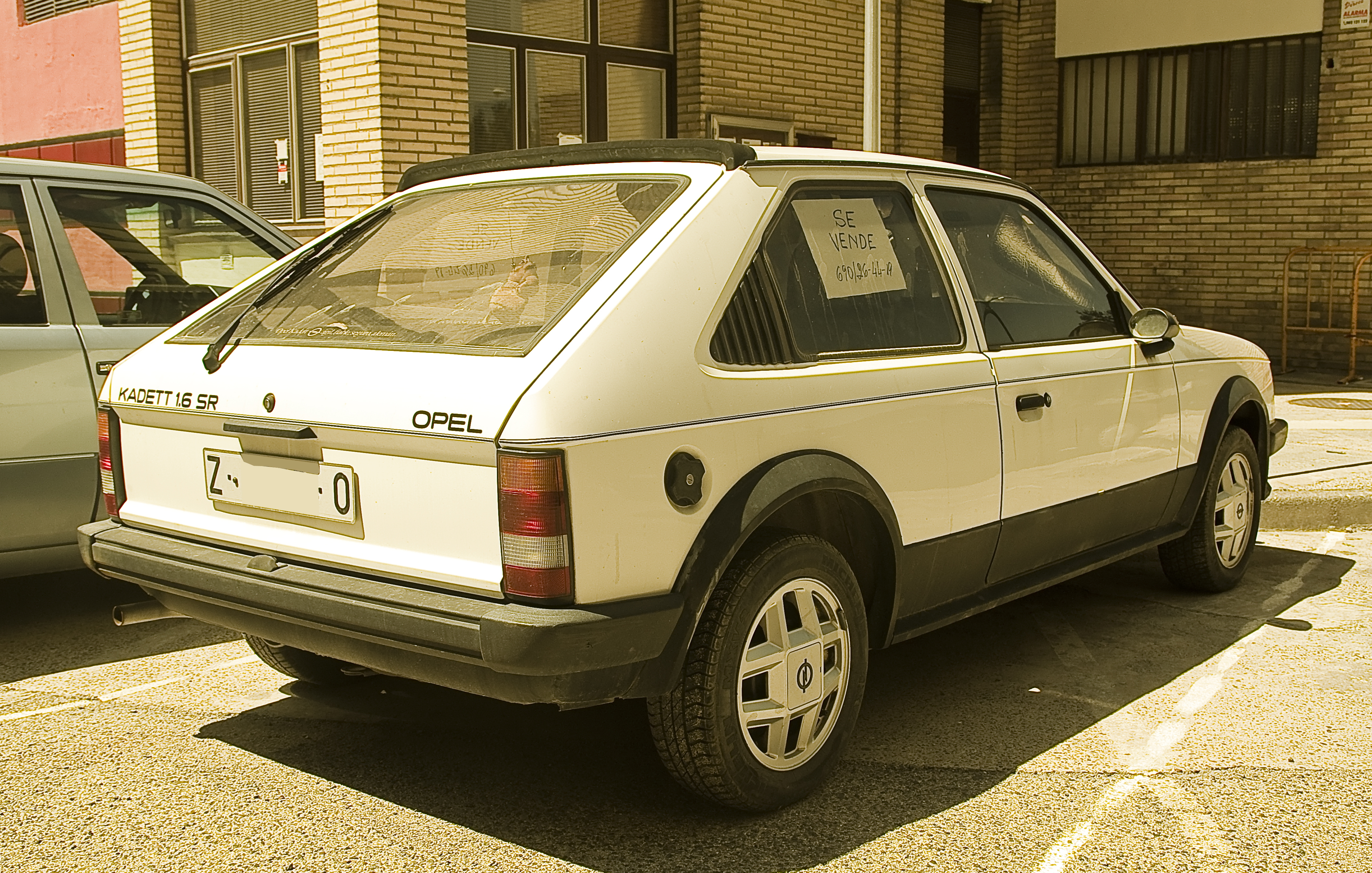
Una Kadett SR

La commercializzazione della Kadett D fu avviata il 7 settembre 1979: il successo arrivò immediatamente, nonostante una simile valanga di innovazioni potesse originare dei dubbi nella clientela affezionata da tempo. Queste stesse innovazioni contribuirono pesantemente all'ottenimento del secondo posto nella graduatoria per l'elezione dell'auto dell'anno 1980. La Kadett ottenne la piazza d'onore alle spalle di una sua diretta concorrente, la Lancia Delta. Già nel novembre del 1979 la gamma si ampliò con l'arrivo di un 1.2 strettamente derivato da quello già esistente, ma con potenza massima portata a 60 CV. Il successo ottenuto fin da subito dalla Kadett D fu tale che se alla fine del 1979 vennero prodotti 292 778 esemplari di Kadett (compresa la generazione precedente), esattamente un anno dopo si raggiunse la cifra di ben 418 152 unità prodotte. Intanto, nel marzo del 1980 vennero introdotti due nuovi livelli di allestimento, denominati Voyage e Voyage Berlina, riservati unicamente alla Caravan con motore 1.3 da 75 CV. Tali allestimenti erano particolarmente ricchi e comprendevano fra l'altro: manometro dell'olio, termometro dell'acqua, voltmetro, sedili profilati, telo copribagagli e illuminazione per il vano portaoggetti nella plancia, che inoltre è richiudibile a chiave. Con questi allestimenti si volle dare origine a un nuovo concetto di station wagon, non più intesa solo e unicamente come mezzo da lavoro dalle prestazioni tutt'altro che entusiasmanti, bensì come vettura adatta ai grandi viaggi senza trascurare il comfort, ma anche come vettura che desse la possibilità di portare in vacanza una famiglia numerosa con un grande quantitativo di bagagli. 

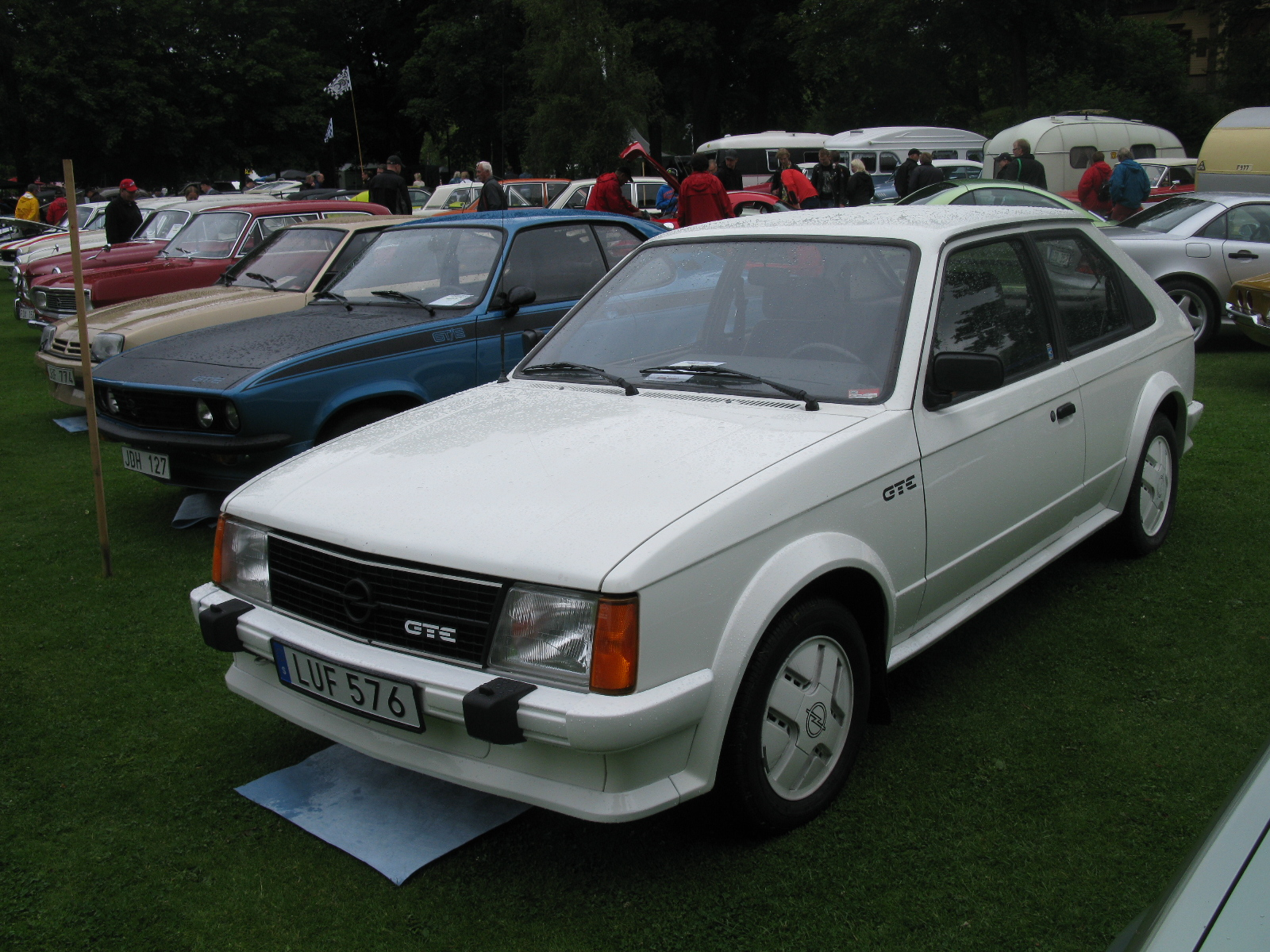
Una Kadett GT/E, versione di punta della gamma

Nel maggio del 1981 vennero leggermente allungati i rapporti al ponte delle Kadett 1.2, in modo da contenere di più i consumi (di fatto, il risparmio di carburante fu di circa il 5%). Contemporaneamente le Kadett 1.3 potevano essere ordinate anche con cambio automatico Turbo-Hydra-Matic a 3 rapporti. Nel marzo del 1982 il Salone di Ginevra vide la gamma Kadett arricchirsi con il suo primo motore Diesel. La casa di Rüsselsheim aveva fatto esordire il suo primo motore Diesel all'inizio degli anni 1970 sotto il cofano della Rekord D 2.0 Diesel e con la nuova Kadett a gasolio fece arrivare il Diesel anche nella sua rappresentante del segmento C dell'epoca. Il motore della Kadett 1.6 Diesel era un'unità aspirata da 1598 cm3 in grado di erogare fino a 54 CV di potenza massima. Le prestazioni non furono entusiasmanti, ma le sue doti di economia ne fecero comunque una versione di successo. Sempre a marzo vi fu un'altra novità, rappresentata dalla Kadett 1.6 S, disponibile solo a cinque porte e spinta da un 1.6 da 90 CV. Questa vettura dal temperamento vivace fu la top di gamma per circa un anno e si distingueva esternamente per le strisce adesive e i cerchi in lega specifici. Sei mesi dopo, a settembre, venne introdotta la Kadett J, equipaggiata con una nuova variante del 1.2 a benzina, che in questo caso erogava fino a 55 CV. 

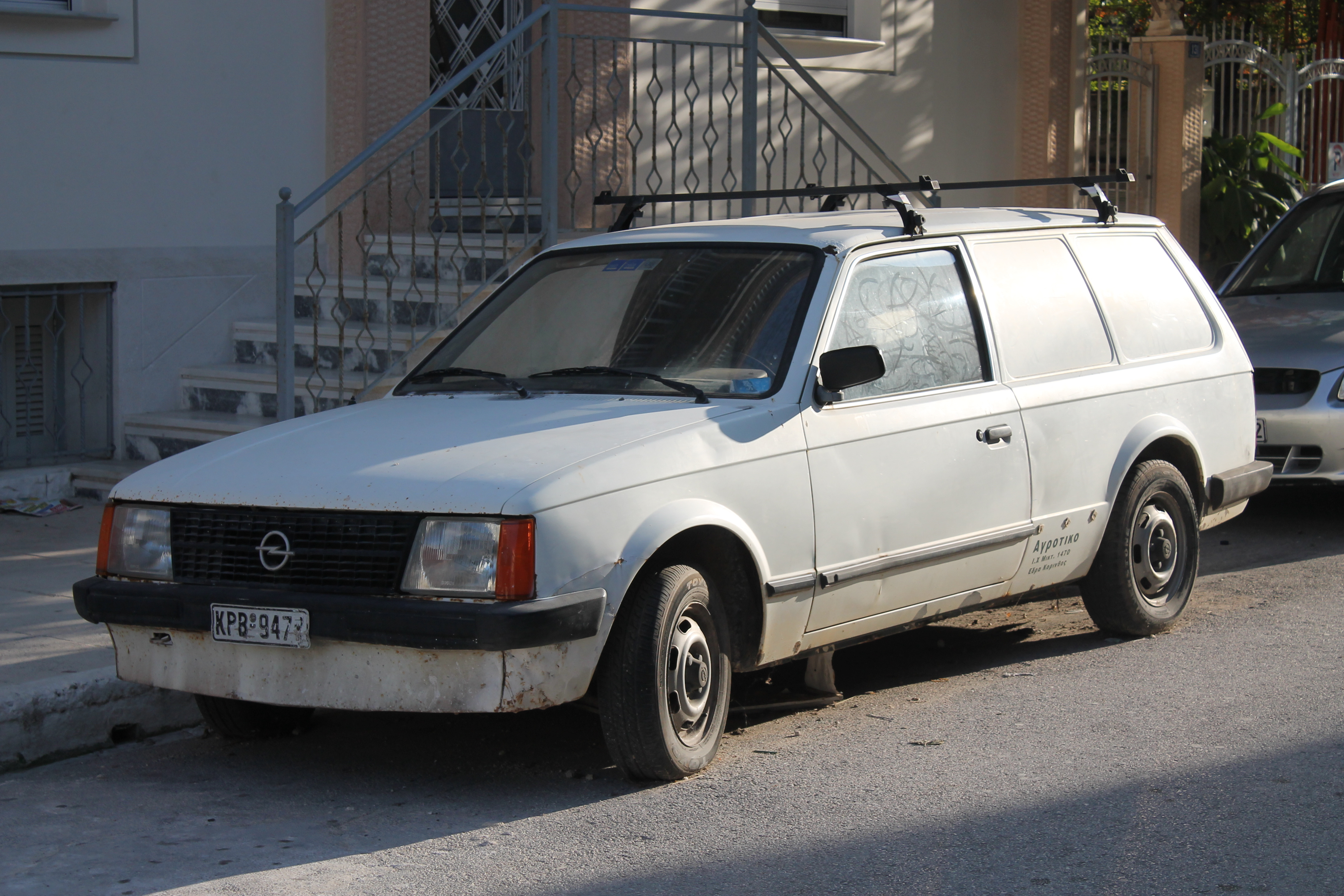
Una Kadett van

La Kadett 1.6 S lanciata in quella primavera fu il preambolo alla vera versione sportiva che arrivò invece nel 1983, ancora una volta a marzo: si trattava della Kadett GT/E, una sigla che riportava alla memoria le apprezzate coupé della precedente generazione portate al successo in ambito sportivo da piloti di grande spessore. La nuova GT/E era equipaggiata con un motore 1.8 a iniezione da 115 CV di potenza massima, la stessa potenza della precedente GT/E, ma ottenuta con una cilindrata inferiore. La velocità massima era di 185 km/h. Altre caratteristiche tecniche furono i cerchi in lega specifici, i paraurti interamente in tinta, lo spoiler anteriore più basso, i freni anteriori a dischi autoventilanti, l'assetto leggermente più rigido e gli ammortizzatori posteriori a gas. Nel settembre dello stesso anno venne introdotta l'ultima variante nella gamma Kadett D, ossia la versione van derivata dalla Caravan. Da quel momento in poi non furono più novità di sorta: nel mese di luglio del 1984 la Kadett D venne sostituita dalla quinta e ultima generazione, la Kadett E.

### Riepilogo caratteristiche
Di seguito vengono riepilogate le caratteristiche relative alla gamma della Kadett D:
| Opel Kadett D (1979-84) |               |        |            |                                                                |                |               |                   |       |              |                     |                    |                    |                    |
| Modello | Carrozzeria   | Motore | Cilindrata | Alimentazione                                                  | Potenza CV/rpm | Coppia Nm/rpm | Cambio/ n°marce   | Massa | Velocità max | Acceler. 0–100 km/h | Consumo (L/100 km) | Anni di produzione | Esemplari prodotti |
| Versioni a benzina |               |        |            |                                                                |                |               |                   |       |              |                     |                    |                    |                    |
| Kadett 1.0 1 | Berlina 2p/3p | 10N    | 993        | Carburatore monocorpo Solex 35 PDSI                            | 40/5400        | 66/3400       | Manuale a 4 marce | 815   | 130          | 25"                 | 8,9                | 08/1979-08/1981 1  | 10                 |
| Kadett 1.0 1 | Berlina 4p/5p | 10N    | 993        | Carburatore monocorpo Solex 35 PDSI                            | 40/5400        | 66/3400       | Manuale a 4 marce | 835   | 130          | 25"                 | 8,9                | 08/1979-08/1981 1  | 10                 |
| Kadett 1.0 1 | Caravan       | 10N    | 993        | Carburatore monocorpo Solex 35 PDSI                            | 40/5400        | 66/3400       | Manuale a 4 marce | 875   | 130          | 25"                 | 9,4                | 08/1979-08/1981 1  | 10                 |
| Kadett 1.0 2 | Berlina 2p/3p | 10S    | 993        | Carburatore monocorpo Solex 35 PDSI                            | 50/5800        | 70/ 3400-3800 | Manuale a 4 marce | 815   | 140          | 19"5                | 8,1                | 08/1979-08/1981 2  | 51.919             |
| Kadett 1.0 2 | Berlina 4p/5p | 10S    | 993        | Carburatore monocorpo Solex 35 PDSI                            | 50/5800        | 70/ 3400-3800 | Manuale a 4 marce | 835   | 140          | 19"5                | 8,1                | 08/1979-08/1981 2  | 51.919             |
| Kadett 1.0 2 | Caravan 3p/5p | 10S    | 993        | Carburatore monocorpo Solex 35 PDSI                            | 50/5800        | 70/ 3400-3800 | Manuale a 4 marce | 875   | 140          | 19"5                | 8,6                | 08/1979-08/1981 2  | 51.919             |
| Kadett 1.2 | Berlina 2p/3p | 12N    | 1196       | Carburatore monocorpo Solex 35 PDSI                            | 53/5400        | 80,4/3600     | Manuale a 4 marce | 815   | 143          | 18"5                | 8,3                | 08/1979-08/1982    | 221.434            |
| Kadett 1.2 | Berlina 4p/5p | 12N    | 1196       | Carburatore monocorpo Solex 35 PDSI                            | 53/5400        | 80,4/3600     | Manuale a 4 marce | 835   | 143          | 18"5                | 8,3                | 08/1979-08/1982    | 221.434            |
| Kadett 1.2 | Caravan 3p/5p | 12N    | 1196       | Carburatore monocorpo Solex 35 PDSI                            | 53/5400        | 80,4/3600     | Manuale a 4 marce | 875   | 143          | 19"5                | 8,8                | 08/1979-08/1982    | 221.434            |
| Kadett J 1.2 | Berlina 5p    | 12SC   | 1196       | Carburatore monocorpo Solex 35 PDSI                            | 55/5400        | 80,4/3600     | Manuale a 4 marce | 835   | 145          | 18"5                | 8                  | 09/1982-08/1984    | 37.516             |
| Kadett J 1.2 | Caravan 3p/5p | 12SC   | 1196       | Carburatore monocorpo Solex 35 PDSI                            | 55/5400        | 80,4/3600     | Manuale a 4 marce | 875   | 145          | 19"5                | 8,5                | 09/1983-08/\|984   | 37.516             |
| Kadett J 1.2 | Van           | 12SC   | 1196       | Carburatore monocorpo Solex 35 PDSI                            | 55/5400        | 80,4/3600     | Manuale a 4 marce | 855   | 145          | 19"5                | 8,5                | 09/1983-08/\|984   | 37.516             |
| Kadett 1.2 S | Berlina 2p/3p | 12S    | 1196       | Carburatore monocorpo Solex 35 PDSI                            | 60 3/5400      | 88/ 3000-3600 | Manuale a 4 marce | 815   | 150          | 16"                 | 7,8                | 11/1979-08/1981    | 436.040            |
| Kadett 1.2 S | Berlina 4p/5p | 12S    | 1196       | Carburatore monocorpo Solex 35 PDSI                            | 60 3/5400      | 88/ 3000-3600 | Manuale a 4 marce | 835   | 150          | 16"                 | 7,8                | 11/1979-08/1981    | 436.040            |
| Kadett 1.2 S | Caravan 3p/5p | 12S    | 1196       | Carburatore monocorpo Solex 35 PDSI                            | 60 3/5400      | 88/ 3000-3600 | Manuale a 4 marce | 875   | 150          | 17"                 | 7,8                | 11/1979-08/1981    | 436.040            |
| Kadett 1.2 S | Van           | 12S    | 1196       | Carburatore monocorpo Solex 35 PDSI                            | 60 3/5400      | 88/ 3000-3600 | Manuale a 4 marce | 855   | 150          | 17"                 | 7,8                | 09/1983-08/1984    | 436.040            |
| Kadett 1.3 N | Berlina 2p/3p | 13N    | 1297       | Carburatore monocorpo Solex 35 PDSI                            | 60/5800        | 92,2/3600     | Manuale 4 marce 4 | 835   | 150          | 15"5                | 8,5                | 11/1979-08/1984    | 469.184            |
| Kadett 1.3 N | Berlina 4p/5p | 13N    | 1297       | Carburatore monocorpo Solex 35 PDSI                            | 60/5800        | 92,2/3600     | Manuale 4 marce 4 | 855   | 150          | 15"5                | 8,5                | 11/1979-08/1984    | 469.184            |
| Kadett 1.3 N | Caravan 3p/5p | 13N    | 1297       | Carburatore monocorpo Solex 35 PDSI                            | 60/5800        | 92,2/3600     | Manuale 4 marce 4 | 885   | 150          | 16"5                | 8,5                | 11/1979-08/1984    | 469.184            |
| Kadett 1.3 N | Van           | 13N    | 1297       | Carburatore monocorpo Solex 35 PDSI                            | 60/5800        | 92,2/3600     | Manuale 4 marce 4 | 865   | 150          | 16"5                | 8,5                | 09/1983-08/1984    | 469.184            |
| Kadett 1.3 S | Berlina 2p/3p | 13S    | 1297       | Carburatore GMF Varajet II                                     | 75/5800        | 99/4200       | Manuale 4 marce 4 | 835   | 158          | 13"5                | 9                  | 11/1979-08/1984    | 599.051            |
| Kadett 1.3 S | Berlina 4p/5p | 13S    | 1297       | Carburatore GMF Varajet II                                     | 75/5800        | 99/4200       | Manuale 4 marce 4 | 855   | 158          | 13"5                | 9                  | 11/1979-08/1984    | 599.051            |
| Kadett 1.3 S | Caravan 3p/5p | 13S    | 1297       | Carburatore GMF Varajet II                                     | 75/5800        | 99/4200       | Manuale 4 marce 4 | 885   | 158          | 14"5                | 9                  | 11/1979-08/1984    | 599.051            |
| Kadett 1.3 S | Van           | 13S    | 1297       | Carburatore GMF Varajet II                                     | 75/5800        | 99/4200       | Manuale 4 marce 4 | 865   | 158          | 14"5                | 9                  | 09/1983-08/1984    | 599.051            |
| Kadett 1.3 SR | Berlina 2p/3p | 13S    | 1297       | Carburatore GMF Varajet II                                     | 75/5800        | 99/4200       | Manuale 4 marce 5 | 855   | 158          | 13"5                | 9                  | 11/1979-08/1984    | 599.051            |
| Kadett 1.6 S | Berlina 2p/3p | 16SH   | 1598       | Carburatore GMF Varajet II                                     | 90/5800        | 124/4000      | Manuale 4 marce 6 | 950   | 170          | 11"5                | 10,1               | 03/1982-08/1984    | 85.848             |
| Kadett 1.6 S | Berlina 4p/5p | 16SH   | 1598       | Carburatore GMF Varajet II                                     | 90/5800        | 124/4000      | Manuale 4 marce 6 | 970   | 170          | 11"5                | 10,1               | 03/1982-08/1984    | 85.848             |
| Kadett 1.6 S | Caravan 3p/5p | 16SH   | 1598       | Carburatore GMF Varajet II                                     | 90/5800        | 124/4000      | Manuale 4 marce 6 | 1.010 | 170          | 12"                 | 10,3               | 03/1982-08/1984    | 85.848             |
| Kadett 1.6 SR | Berlina 2p/3p | 16SH   | 1598       | Carburatore GMF Varajet II                                     | 90/5800        | 124/4000      | Manuale 4 marce 5 | 970   | 170          | 11"5                | 10,1               | 03/1982-08/1984    | 85.848             |
| Kadett 1.8 GT/E | Berlina 3p    | 18E    | 1796       | Iniezione elettronica Bosch LE-Jetronic                        | 115/5800       | 148/4800      | Manuale 5 marce   | 990   | 187          | 9"5                 | 9,5                | 03/1983-08/1984    | 36.513             |
| Kadett 1.8 GT/E | Berlina 5p    | 18E    | 1796       | Iniezione elettronica Bosch LE-Jetronic                        | 115/5800       | 148/4800      | Manuale 5 marce   | 1.010 | 187          | 9"5                 | 9,5                | 03/1983-08/1984    | 36.513             |
| Versioni a gasolio |               |        |            |                                                                |                |               |                   |       |              |                     |                    |                    |                    |
| Kadett 1.6 Diesel | Berlina 2p/3p | 16D    | 1598       | Diesel Iniezione indiretta Bosch con precamera, pompa rotativa | 54/4600        | 94/2400       | Manuale 4 marce 6 | 980   | 143          | 18"                 | 6,5                | 03/1982-08/1984    | 154.572            |
| Kadett 1.6 Diesel | Berlina 4p/5p | 16D    | 1598       | Diesel Iniezione indiretta Bosch con precamera, pompa rotativa | 54/4600        | 94/2400       | Manuale 4 marce 6 | 1.000 | 143          | 18"                 | 6,5                | 03/1982-08/1984    | 154.572            |
| Kadett 1.6 Diesel | Caravan 3p/5p | 16D    | 1598       | Diesel Iniezione indiretta Bosch con precamera, pompa rotativa | 54/4600        | 94/2400       | Manuale 4 marce 6 | 1.040 | 143          | 20"                 | 6,5                | 03/1982-08/1984    | 154.572            |
| Kadett 1.6 Diesel | Van           | 16D    | 1598       | Diesel Iniezione indiretta Bosch con precamera, pompa rotativa | 54/4600        | 94/2400       | Manuale 4 marce 6 | 1.020 | 143          | 20"                 | 6,5                | 09/1983-08/1984    | 154.572            |
| Note: 1 Non per il mercato italiano 2 Riservata solo ad alcuni mercati fra cui quello italiano 3 58 CV nelle versioni destinate al mercato svedese 4 Cambio automatico a 3 rapporti a richiesta 5 A richiesta cambio manuale a 5 marce 6 A richiesta Cambio manuale a 5 marce oppure automatico a 3 |               |        |            |                                                                |                |               |                   |       |              |                     |                    |                    |                    |